# Canale Albemarle e Chesapeake
Il canale Albemarle e Chesapeake (in inglese Albemarle and Chesapeake Canal) è un canale artificiale navigabile costruito tra il 1856 e il 1859, che collega lo stretto di Albemarle con la baia di Chesapeake negli Stati della Carolina del Nord e della Virginia negli Stati Uniti d'America.

## Percorso

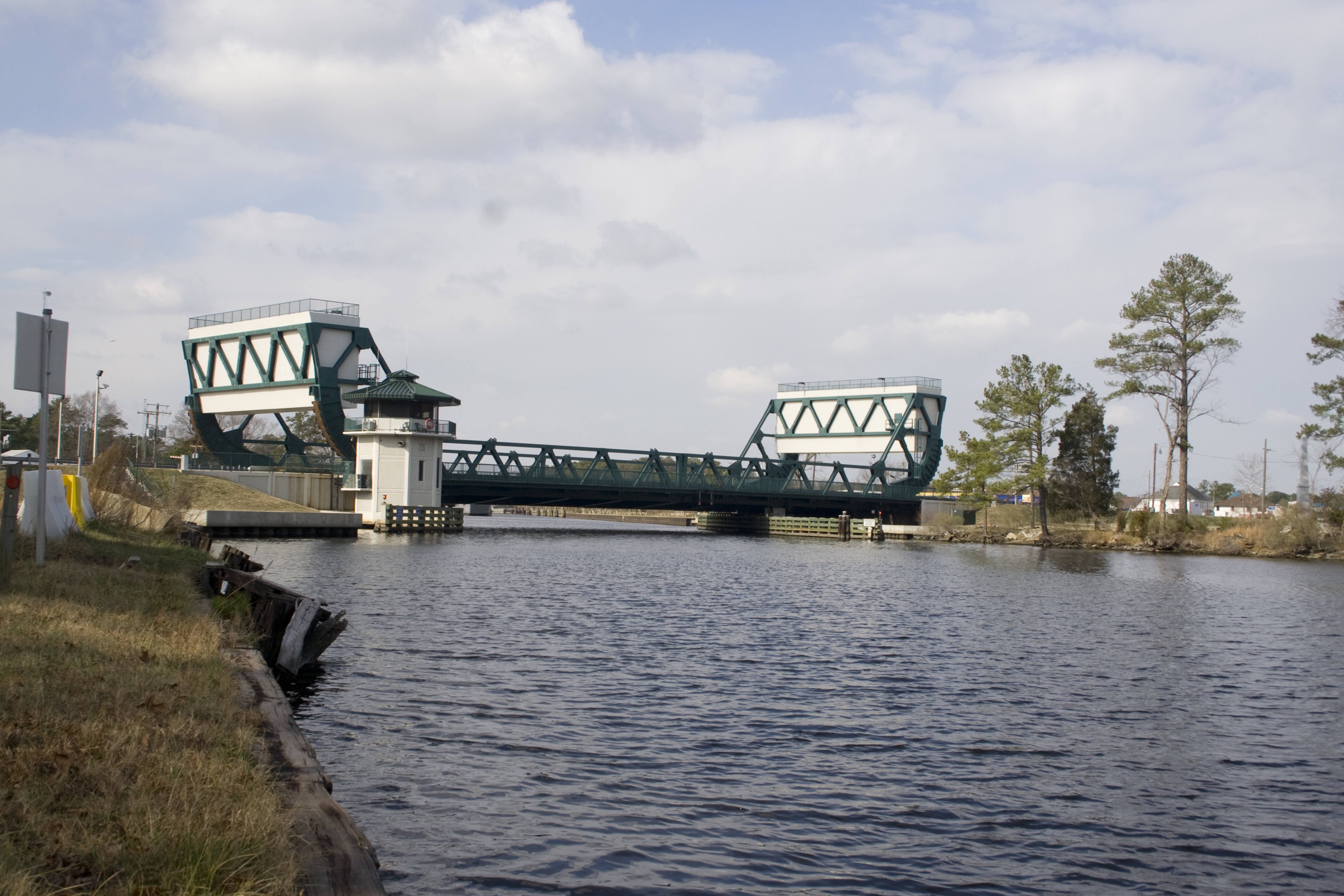
Il Great Bridge, nella città di Chesapeake, scavalca la sezione settentrionale del canale

Si tratta in realtà di un sistema composto da due canali distanti tra loro 48 km, collegati tramite corsi d'acqua naturali. Il canale settentrionale (Virginia Cut) si trova in Virginia, è lungo 8,45 miglia (13,60 km) e collega l'Elizabeth River, nella parte più meridionale della baia di Chesapeake, al North Landing River. Le navi possono poi navigare questo fiume e un tratto del Currituck Sound, che è collegato all'Albemarle Sound con il secondo canale (North Carolina Cut), lungo 5,6 miglia (9,0 km).

## Storia

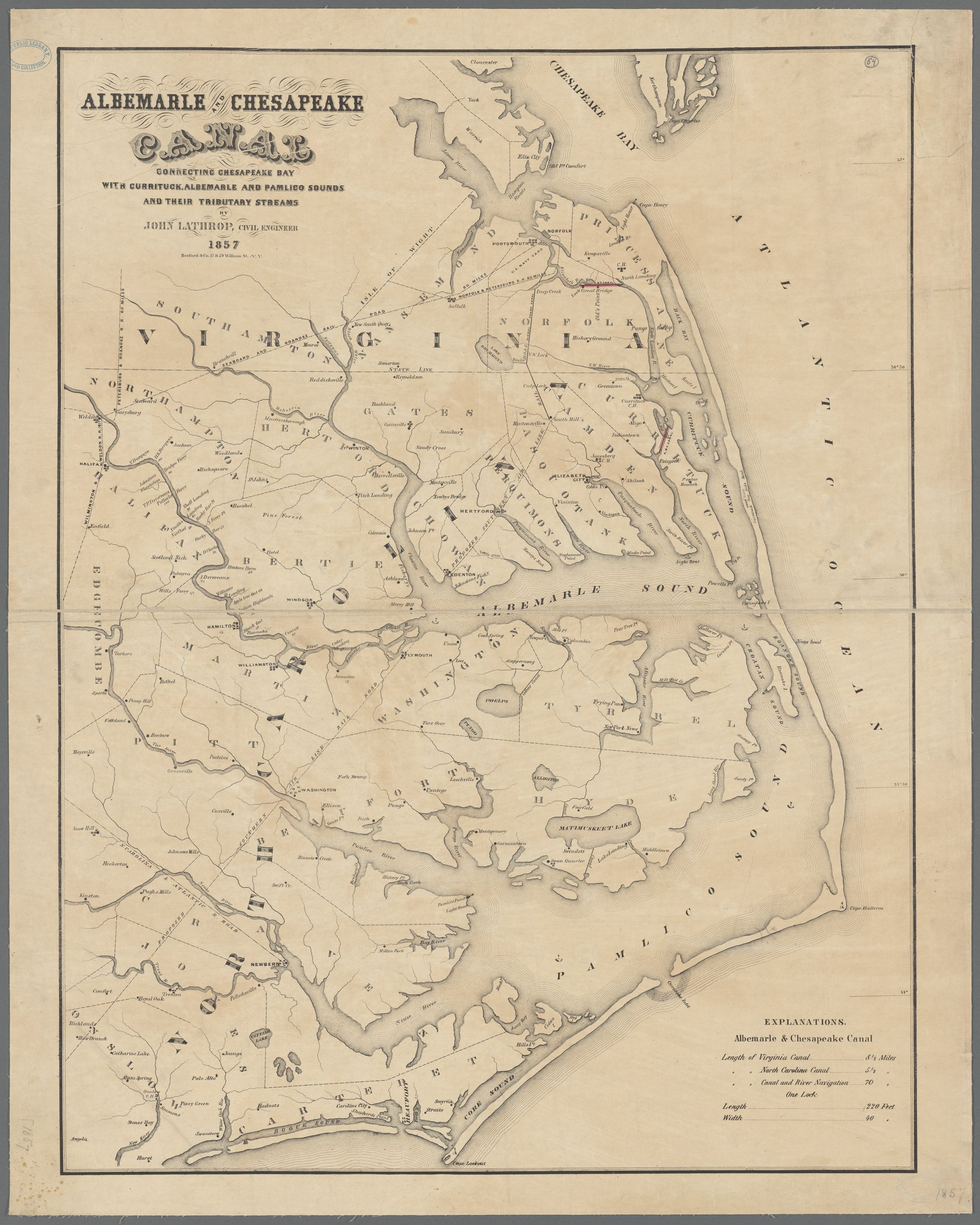
Una mappa del progetto (1857)

L'idea di un canale per collegare la baia di Chesapeake con l'Albemarle Sound risale al 1728, e nel 1772 si cominciò a valutarla da parte della Virginia Generale Assembly; solo quarantasette anni dopo venne creata la North Carolina Board of Internal Improvements per la sezione meridionale del canale; per quella settentrionale bisognerà attendere il 1850, con la creazione della Great Bridge Lumber and Canal. Nel 1856 le due società vennero fuse nella  Albemarle and Chesapeake Canal Company e i lavori cominciarono in quello stesso anno per terminare nel 1859.
Nel corso della guerra civile americana il canale rimase in mano confederata fino alla presa di Norfolk nel maggio 1862. Venne riaperto al traffico navale un anno dopo.
Il governo statunitense comprò l'opera, la cui società di gestione era da alcuni anni in difficoltà, nel 1913.